# Cassa di Risparmio di Roma
La Cassa di Risparmio di Roma è stato uno storico istituto di credito fondato a Roma nel 1836. Nel 1937 incorporò il Monte di Pietà. Nel 1992, a seguito della fusione con il Banco di Santo Spirito ed il Banco di Roma, si trasformò nella Banca di Roma, che nel 2002 diede vita al gruppo Capitalia, successivamente confluito (2007) in UniCredit.

## Storia

### 1836-1870 Cariroma nello Stato Pontificio
La Cassa di Risparmio di Roma nasce nel 1836 per iniziativa privata di alcuni esponenti dell'aristocrazia capitolina, della Curia e del mondo dell'imprenditorialità e dell'alta finanza. In particolare i promotori dell'iniziativa furono mons. Pietro Marini, il conte Vincenzo Pianciani, il commendatore Pietro Campana e mons. Carlo Luigi Morichini. Il 3 maggio 1836 venne approntato lo statuto della costituenda Cassa di Risparmio di Roma nella forma di una società privata. Il 20 giugno successivo l'iniziativa ricevette autorizzazione di Papa Gregorio XVI affinché "prontamente sia posto in attività uno Stabilimento sì utile alle private famiglie ed a tutta la civile società”.
La sottoscrizione delle cento azioni di 50 scudi romani, destinate a costituire il fondo di dotazione, si esaurì in brevissimo tempo e il 14 agosto 1836, una domenica, la Cassa così costituita aprì i battenti al pubblico a Palazzo Borghese nei locali messi gratuitamente a disposizione dal Principe don Francesco Borghese, primo presidente della banca. La divulgazione delle finalità dell'istituto fu affidata ad un opuscolo a stampa diffuso gratuitamente al pubblico.
A differenza delle altre Casse di risparmio, l'ente romano nacque per impulso di soggetti privati, tra i quali figuravano i nomi più di spicco dell'alta nobiltà e del ceto imprenditoriale e mercantile romano. Sfogliando l'elenco degli amministratori e dei soci della Cassa, infatti, si può notare come questi appartenessero al fior fiore della classe dirigente dello Stato Pontificio.
Secondo le intenzioni dei fondatori, la Cassa si configurava come un istituto di carità, la cui finalità' principale era quella "di promuovere nel popolo lo spirito di economia e preveggenza", ovvero di incentivare il risparmio e comportamenti previdenziali tra le classi meno abbienti della popolazione. Lo Statuto stabiliva che l'ente non aveva fini di lucro e si proponeva di agire unicamente in vista dell'utilità sociale; i soci accettavano di fornire "la loro opera e i capitali gratuitamente, e di rinunciare a qualsiasi forma di remunerazione: persino nel deprecato caso di cessazione dell'Istituto, essi - recitava lo statuto - non avrebbero mai voluto indietro i loro quattrini, che sarebbero stati invece erogati a pubblico beneficio, principalmente dei depositanti".
A sottolineare le finalità non speculative dell'istituzione, lo Statuto stabiliva molti e precisi limiti all'ammontare delle somme accettate in deposito, che non dovevano eccedere i venti scudi alla volta ed essere iscritte in libretti nominativi (e non più d'uno per persona); gli interessi corrisposti erano pari al 4% e venivano liquidati semestralmente. Gli impieghi venivano effettuati ad un tasso generalmente pari al 5% a prescindere dalle scadenze.
La Cassa riscosse fin dall'inizio un generalizzato successo tra la popolazione romana. Fin dai primi mesi di attività' si registro' un notevole afflusso di depositi, in considerazione, tra l'altro, della quasi totale assenza di intermediari finanziari nella città e della attrattiva remunerazione per un impiego a vista percepito a basso rischio. Per il reinvestimento dei depositi, il Ragioniere Agostino Feoli elaboro' una politica degli impieghi incentrata sull'apertura di credito in conto corrente, a brevissimo termine, nei confronti di un ristretto numero di affidati (in prevalenza soci) di elevato merito creditizio; in via secondaria, nel primo decennio di attività, la Cassa investi' in mutui ipotecari, titoli del debito pubblico pontificio negoziati alla Borsa di Roma e prestiti diretti alla Camera Apostolica. Nel 1841, inoltre, la Cassa finanzio' alcuni soci nell'acquisizione del controllo della Banca Romana; a seguito dell'operazione, la Cassa stipulo' con la stessa una convenzione che le permise l'investimento, su un conto corrente a vista, delle proprie eccedenze giornaliere di liquidità', che in precedenza rimanevano infruttifere.
Nel 1844, fermo restando lo Statuto del 1836, venne approvato un dettagliato Regolamento interno. Durante gli sconvolgimenti politici del 1848-1849 la Cassa subì' una grave crisi di liquidità' a causa degli ingenti ritiri dei depositi da parte della propria clientela (sia pure sospesi per un anno da una disposizione governativa dell'aprile 1848) e della crisi di liquidità' nella quale entro' la stessa Banca Romana. Negli stessi anni la Cassa rischio' inoltre il fallimento a causa della liquidazione in perdita dei titoli del debito pubblico posseduti, nonché' della decisione del governo pontificio di disconoscere parzialmente il valore dei titoli di Stato emessi durante il periodo repubblicano. Le riserve di utili patrimonializzati nel primo decennio di attività furono appena sufficienti ad assorbire queste perdite. Nonostante il patrimonio venisse quasi azzerato da tali eventi (ritornando sui valori del capitale sociale versato nel 1836), la Cassa riuscì' quindi a sopravvivere, rafforzando successivamente la propria situazione patrimoniale negli ultimi decenni del governo pontificio, senza tuttavia uguagliare i tassi di crescita sperimentati nei primi anni, anche per effetto dell'ingresso sul mercato di nuovi intermediari finanziari e di un sia pur modesto sviluppo del mercato mobiliare romano.

### 1946-1982 Cariroma nella Repubblica Italiana
Nel 1977 la Cassa di risparmio di Roma era la diciottesima banca italiana per raccolta.

### 1982-2002 Dalla Cassa di risparmio di Roma a Capitalia
Nel 1982 Cesare Geronzi arriva alla Cassa di Risparmio di Roma come direttore generale. Sotto la sua direzione, a fine anni '80 l'istituto di credito inizia a penetrare al di fuori della capitale. In tale periodo, il Banco di Santo Spirito, altra storica banca romana, controllata dall'IRI presieduto da Romano Prodi, si trova in difficoltà economiche. La banca guidata da Geronzi si propone di acquistarlo, ma non dispone degli 800 miliardi di lire necessari. Per ottenere il capitale necessario, Cariroma vende al Banco di Santo Spirito i propri sportelli, diventando una holding, e con il denaro ottenuto rileva il capitale azionario.
Nel 1992 si aggiunge al gruppo anche il Banco di Roma. dando vita alla Banca di Roma, la quale in seguito diversifica le sue attività: compra la Banca Mediterranea, finanzia l'alta velocità delle Ferrovie dello Stato, fonda la holding turistica Ecp. Nel 1995 acquisisce la Banca Nazionale dell'Agricoltura (venduta cinque anni dopo all'Antonveneta a 1,5 volte il prezzo pagato) e il suo gruppo supera un giro d'affari di 10.000 miliardi di lire.
A fine anni '90 il gruppo Banca di Roma si rafforza al sud, con l'acquisizione di Mediocredito Centrale e del Banco di Sicilia; in cambio la Regione Siciliana e la Fondazione Banco di Sicilia ne divengono due soci importanti. Nel 2002 è assorbita la Bipop Carire. È questo il percorso che, attraverso l'unione dei tre istituti bancari, conduce Geronzi alla creazione nel luglio 2002 di un'unica unità bancaria, Capitalia.

### La Fondazione Roma
Nel 1992, all'atto di creazione della holding, il soggetto di diritto della Cassa di risparmio di Roma fu convertito in un'omonima fondazione, depositaria dell'originaria vocazione filantropica e assistenziale dell'ente predecessore.
Nel 2007 la "Fondazione Cassa di risparmio di Roma" fu ribattezzata semplicemente "Fondazione Roma".